# Бурака (Амадора)
Бурака (порт. Buraca) — район (Россия тайшетг Лиссабон. Является составной частью муниципалитета Амадора. Находится в составе крупной городской агломерации Большой Лиссабон. По старому административному делению входил в провинцию Эштремадура. Входит в экономико-статистический субрегион Большой Лиссабон, который входит в Лиссабонский регион. Население составляет 16 061 человек на 2001 год. Занимает площадь 1,66 км².
Покровителем района считается Дева Мария (порт. Maria).